# Antonio Ronna
Antonio Ferdinando Gennaro Maria Ronna (Parma, 19 de setembro de 1881 — 22 de junho de 1962) foi um veterinário, jornalista e entomologista italiano naturalizado brasileiro.
Filho de Ferdinando Ronna e Maria Demaldé, cursou a Real Universidade de Parma, graduando-se em veterinária, em 1905, terminando seu doutorado e onde foi nomeado professor. Casou com Elisa Bernassi e emigrou para Buenos Aires, em 1908, onde trabalhou nos jornais Giornale d'Italia e colaborou com La Giove Montagna de Parma. Trabalhou como corretor de imóveis e veterinário.
Veio para o Brasil, em 1912, convidado por Gesualdo Crocco, para trabalhar em Bento Gonçalves. Foi funcionário do Ministério da Agricultura, lecionou na Escola de Agricultura e Veterinária de Pelotas, na Universidade Rural do Rio de Janeiro. Fundou com seu irmão, Ernesto Ronna, e com Piero Sassi, o Laboratório Nacional de Produtos Químicos Veca. Naturalizou-se brasileiro em 1914.
No Brasil, descobriu diversas novas espécies de insetos. Encontrou um minúsculo pseudoescorpião preso à pata de uma mosca que enviou ao cientista de Joseph Conrad Chamberlin, que o descreveu e deu o nome de Parachernes ronnaii. Estudou o barbeiro, encontrando uma nova espécie, que o biólogo Cândido Firmino de Melo Leitão deu o nome de Portyana ronnae; também descobriu um parasita da abelha doméstica, o Melaloncha ronnai Borgmeister. Em 1918 ele enviou a Juan Brèthes um grupo de insetos, descobrindo algumas novas espécies. Entre eles o Heteroscapus ronnai.
Organizou quadros de insetos para escolas e instituições, incluindo doze famosos quadros do Colégio Nossa Senhora das Dores.